# Гоффен, Давид
Дави́д Гоффе́н (фр. David Goffin; род. 7 декабря 1990 года в Льеже, Бельгия) — бельгийский теннисист; финалист Итогового турнира ATP (2017) в одиночном разряде; победитель семи турниров ATP (из них шесть в одиночном разряде); финалист Кубка Дэвиса (2015, 2017) в составе национальной сборной Бельгии.

## Общая информация
Давид — один из двух сыновей Мишеля и Франсуазы Гоффенов; его брата зовут Симон.
Бельгиец начал играть в теннис в шесть лет при содействии своего отца, который работал тренером в одном из льежских клубов. Ныне Давид тренируется в бельгийском Национальном теннисном центре в Монсе. Его любимое покрытие — хард.

## Спортивная карьера

### Начало карьеры
Гоффен с юниорских лет зарекомендовал себя как перспективный спортсмен: не добиваясь каких-то значительных результатов на юниорских турнирах, он, тем не менее, смог войти в число десяти сильнейших теннисистов в возрасте до 18 лет. Самые большие успехи в одиночном разряде пришлись на два грунтовых турнира: в мае 2008 года он дошёл до финала турнира GA в Милане, а пару месяцев спустя сыграл в полуфинале Чемпионата Европы. В парном разряде он в этом же году сыграл в полуфинале юниорского Уимблдона.
Первые успехи к Давиду стали приходить уже в дебютном на взрослых турнирах 2008 году. Уже на своём втором турнире серии «фьючерс» он сыграл в парном финале. В сентябре в Греции он выиграл первый «фьючерс» в одиночном разряде. Чуть больше, чем за год, Гоффен вошёл в топ-400 мирового рейтинга. На закрепление результатов при другом уровне соперников и подъём во вторую сотню рейтинга ушло ещё два года. К январю 2011 года рейтинг Гоффена позволил ему участвовать в отборочных соревнованиях турниров основного тура АТП. На соревнованиях в индийском Ченнаи он впервые прошёл квалификацию, а затем выиграл один матч основной сетки (у Сомдева Деввармана). Во втором круге его останавливает будущий победитель турнира Станислас Вавринка. К концу 2011 года Гоффен за счёт стабильных выступлений закрепился в числе двухсот сильнейших теннисистов мира в одиночном разряде.

### 2012—2014
2012 год Гоффен вновь начал на турнире в Ченнаи. За прошлогодние успехи организаторы предоставляют ему уайлд-кард, и Давид смог дойти до четвертьфинала. На пути к нему Гоффен обыграл двух теннисистов топ-100: своего соотечественника Ксавье Малисса (4-6, 6-2, 6-3) и немца Андреаса Бека (4-6, 6-4, 6-2). Путь в полуфинал перед бельгийцем закрыл Янко Типсаревич. Следующее появление Давида в основе турнира АТП состоялось через 1,5 месяца — на турнире в Марселе. Вновь была пройдена квалификация и вновь турнир кончился в матче с Типсаревичем (во втором круге). Затем Давид несколько недель соревновался на турнирах категории «челленджер». Серия из побед (принёсшая в том числе титул на соревновании в Гваделупе) подняла Давида в топ-150. В марте бельгиец дебютировал на турнире серии мастерс: пройдя квалификацию, он обыграл в первом круге мастерса в Майами Дональда Янга и уступил во втором испанцу Николасу Альмагро. Локальные успехи юного соотечественника привлекли внимание руководства сборной Бельгии и он был приглашен к участию за неё в Кубке Дэвиса: Давид был вызван на матч турнира против сборной Великобритании. Капитан бельгицев Йохан ван Херк выставил Гоффена на один из решающих матчей и уроженец Льежа не подводит, принося команде победное очко в матче против Джошуа Гудолла.
На старте грунтового сезона бельгиец ещё несколько раз проходит квалификации на турниры АТП, но особых результатов там не добился. Дебют в основной сетке турнира серии Большого шлема состоялся на Открытом чемпионате Франции: Гоффен в третий раз за карьеру дошёл до финального круга отбора, но там вновь уступил. Гоффена спасло позднее решение Гаэля Монфиса сняться с домашнего турнира Большого шлема: Давид получил статус «лаки-лузера» и место в основной сетке. В первом же круге ему в соперники достался № 23 посева чех Радек Штепанек и Гоффен смог одержать победу в 5-ти сетах со счётом 6-2, 4-6, 2-6, 6-4, 6-2. Затем Давид обыграл француза Арно Клемана и поляка Лукаша Кубота. В четвёртом круге Гоффен в четырёх сетах уступил тогдашней третьей ракетке мира Роджеру Федереру, выиграв у него дебютный сет. Успех во Франции поднял бельгийца в середину первой сотни рейтинга, позволив заполучить специальное приглашение в основу следующего турнира Большого шлема и отобраться по рейтингу на Олимпийский теннисный турнир. На Уимблдоне Гоффен отметился победой, переиграв в первом круге сеянного двадцатым Бернарда Томича и прошёл по итогу в третий раунд. На Олимпиаде он уступил уже на старте, не сумев ничего поделать с тогдашней десятой ракеткой мира Хуаном Монако. В дальнейшем Давид понемногу собрал достаточный объём рейтинговых баллов, чтобы к ноябрю подняться на 42-ю строчку одиночной классификации. Среди наиболее крупных успехов, позволивших ему сделать этот шаг были два четвертьфинала на турнирах АТП: в Уинстон-Сейлеме (в августе) и Валенсии (в октябре, где бельгиец смог переиграть одиннадцатую ракетку мира Джона Изнера); а также титул на «челленджере» в Орлеане (в сентябре). Сезон Гоффен завершил в Топ-50, заняв 46-е место.

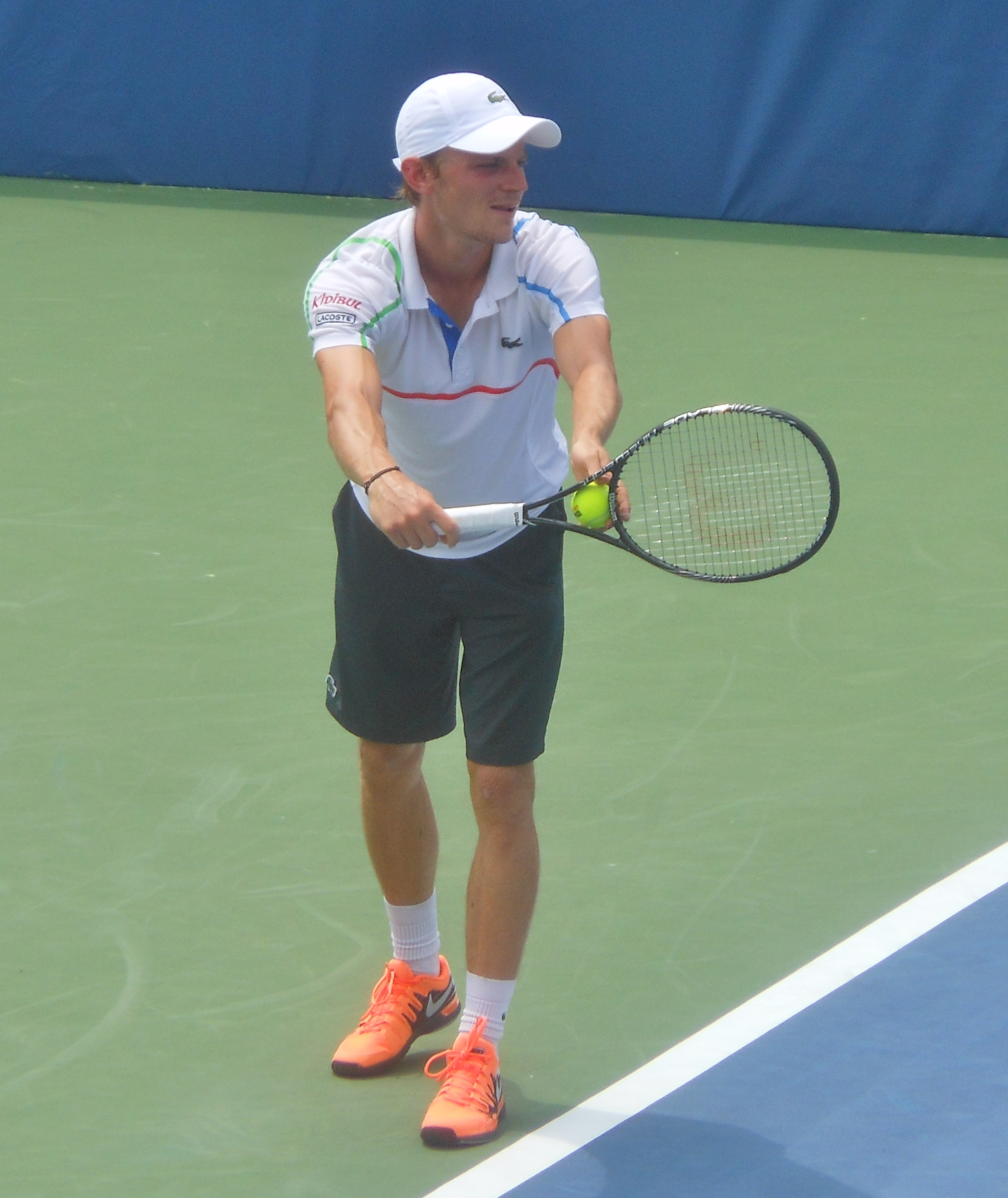
Гоффен на подаче. 2014 год

В начале 2013 года Гоффен не смог закрепиться на завоёванных ранее позициях: где-то не везло с жеребьёвкой, где-то он не мог довести до победы матчи, когда на его стороне было большое преимущество по счёту (так в февральском матче Кубка Дэвиса Давид уступил Виктору Троицки, ведя 2-0 по сетам и доигравшись до тай-брейка в третьем), а где-то он просто оказывался не готов к турниру. Весной, на мастерсе в Майами, вроде бы наметились позитивные изменения в результатах, когда бельгийцу удалось пробиться в третий круг этого статусного соревнования, попутно переиграв игрока из посева, но развить этот успех не удалось: Гоффен постоянно проигрывал на ранних стадиях даже мелких соревнований Мирового тура АТП и периодически выступал на «челленджерах». Здесь ему вновь удалось начать регулярно выигрывать матчи и пробиваться в решающие стадии турниров, но попытка вернуться в основной тур кончилась серией из шести поражений подряд от игроков совершенно разного уровня: от Новака Джоковича до Яна Герныха, и вылетом во вторую сотню классификации.
Пересмотр календаря дал успехи: бельгиец быстро набрал уверенность в своих действиях, выиграл один «челленджер», уверенно проходил отборочные стадии соревнований основного тура и неплохо смотрелся в основных сетках. Всплеск, впрочем, продолжался недолго — в сентябре Гоффен неудачно упал на тренировке перед матчевой встречей Кубка Дэвиса и сломал запястье. Восстановление затянулось на несколько месяцев, и в протур Давид вернулся лишь в начале нового сезона 2014 года. Постепенное вхождение в турнирный ритм и набор прежних игровых кондиций заняли ещё несколько месяцев: к концу марта бельгиец стал заметно увереннее чувствовать себя в матчах с игроками из первой сотни, понемногу наращивая качество своих результатов. Весна и первая половина лета прошла в локальных победах, позволивших Гоффену вернуться в первую сотню одиночной классификации. В июле-августе бельгиец выдал 25-матчевую беспроигрышную серию в одиночных играх, позволившую ему выиграть три «челленджера», а также завоевать дебютный титул в основном туре: в австрийском Кицбюэле, где в решающем матче он справился с местным уроженцем Домиником Тимом. В августе он вышел в четвертьфинал в Уинстон-Сейлеме, а на Открытом чемпионате США впервые в третий раунд. До конца года Гоффен побывал ещё в трёх финалах, включая титул на соревновании в Меце и финал — в Базеле, где в четвертьфинале он впервые переиграл теннисиста из топ-10 (№ 9 в мире на тот момент Милоша Раонича). Гоффен в итоговом рейтинге поднялся на 22-ю строчку.

### 2015—2017 (финалы Итогового турнира и Кубка Дэвиса)

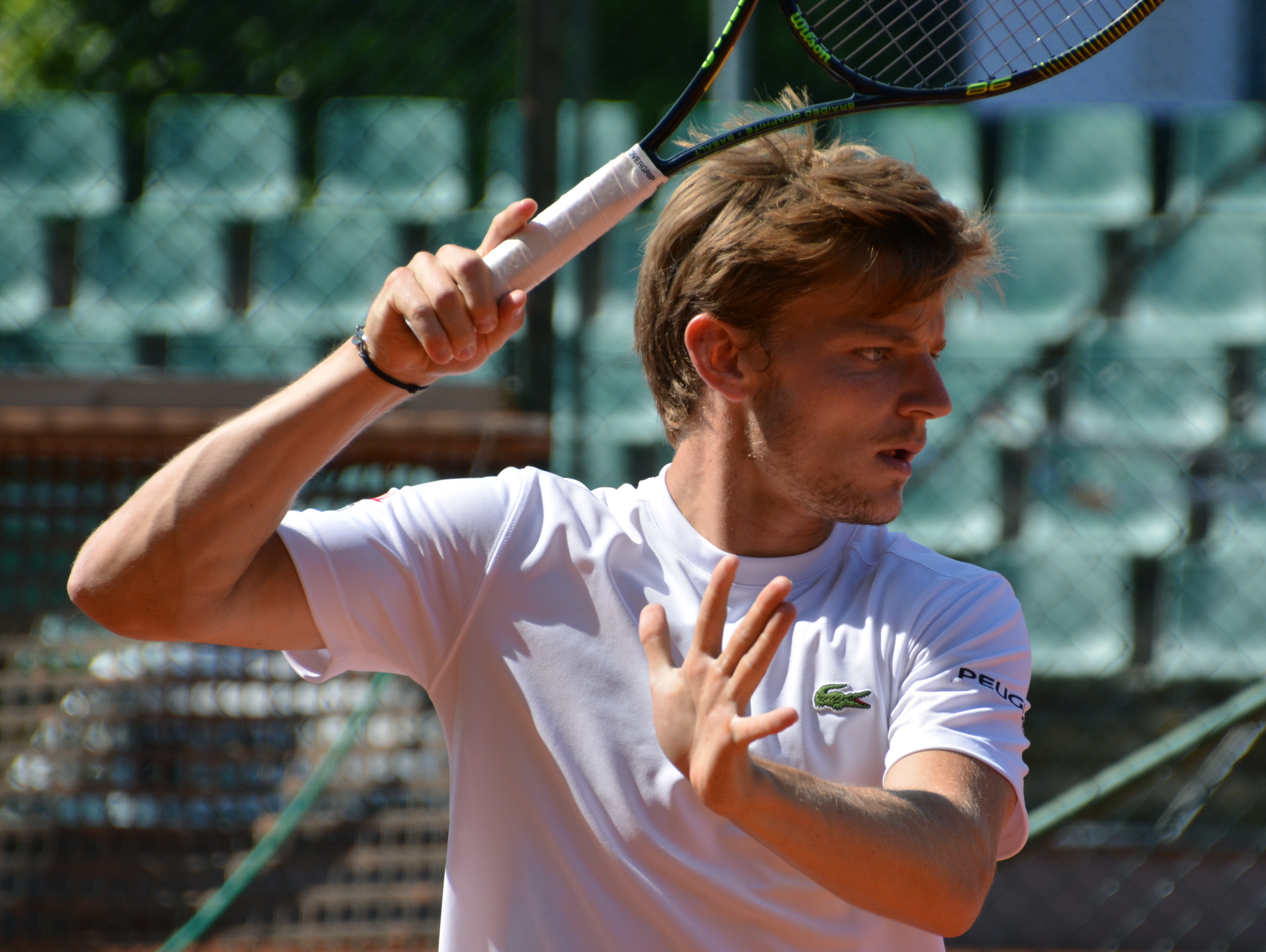
Гоффен на турнире в Бостаде 2015 года

В следующем сезоне бельгиец поднялся в рейтинге ещё на несколько позиций. Первая часть года прошла в локальных выигрышах — лишь дважды Давид смог выиграть на одном турнире более двух матчей, однако к концу весны он постепенно стал более заметен в протуре: в мае — на мастерсе в Риме — удалось добраться до четвертьфинала, сломив сопротивление Жо-Вильфрида Тсонга. Летом были добыты два финала (в Хертогенбосе с поражением от Николя Маю и в Гштаде с поражением от Доминика Тима), а также достигнут четвертый раунд Уимблдонского турнира. Осень прошла без особых всплесков, а пиками этого отрезка календаря стали два уик-энда Кубка Дэвиса — полуфинальный, где бельгийцы переиграли аргентинцев и впервые за 111 лет вышли в финал, где Давид и его команда не справились с британцами. По итогам сезона он вошёл в топ-20, заняв 16-ю строчку.
На Открытом чемпионате Австралии 2016 года Гоффен смог выйти в четвёртый раунд, где проиграл Роджеру Федереру. В феврале Давид сыграл в четвертьфинале зального турнира в Марселе. В марте он хорошо сыграл на мастерсах. В Индиан-Уэлсе в третьем раунде он смог выиграть у № 4 в мире Стэна Вавринки — 6-3, 5-7, 7-6(5), а в 1/4 финала переиграл № 12 Марина Чилича — 7-6(4), 6-2. В дебютном полуфинале на мастерсах Гоффен в борьбе за выход в финал проиграл Милошу Раоничу. На следующем мастерсе в Майами бельгиец вновь смог выйти в полуфинал, где его смог обыграть первая ракетка мира Новак Джокович. В грунтовой части сезона Гоффен отметился четвертьфиналами в Мюнхене, на мастерсе в Риме и на главном грунтовом турнире — Ролан Гаррос.
Летом 2016 года Гоффен сыграл на траве два турнира: в Халле он вышел в четвертьфинал, а на Уимблдоне вышел в четвёртый раунд. В августе на Олимпиаде в Рио-де-Жанейро результатом Давида стал третий раунд. В сентябре он сыграл в полуфинале зального турнира в Меце. В октябре ему удалось выйти в финал турнира в Токио, в котором Гоффен проиграл Нику Кирьосу — 6-4, 3-6, 5-7. На мастерсе в Шанхае бельгиец вышел в четвертьфинал. На домашнем турнире в Антверпене он добрался до полуфинала. Гоффен по итогам сезона отправился в качестве запасного игрока на Финал Мирового тура ATP и сыграл на турнире один матч, заменив по ходу турнира травмированного Гаэля Монфиса. В этой игре он разгромно уступил Новаку Джоковичу. По итогам 2016 года он занял 11-е место рейтинга.
На Открытом чемпионате Австралии 2017 года Гоффен впервые смог добраться до четвертьфинала. В четвёртом раунде он сумел переиграть № 8 в мире Доминика Тима. В феврале на серии зальных турниров в Европе он дважды сумел выйти в финал. Сначала он сыграл решающий матч на турнире в Софии, в котором проиграл Григору Димитрову — 5-7, 4-6. Через неделю Давид сыграл в финале турнира в Роттердаме, в котором вновь проиграл — на этот раз Жо-Вильфриду Тсонга — 6-4, 4-6, 1-6. В марте он помог сборной Бельгии выиграть четвертьфинал Кубка Дэвиса у сборной Италии. В апреле на мастерсе в Монте-Карло Гоффену ему удалось обыграть в третьем раунде № 9 Доминика Тима (7-6(4), 4-6, 6-3). Затем в четвертьфинале у него получилось выиграть у второй ракетки мира Новака Джоковича (6-2, 3-6, 7-5). В полуфинале он проиграл Рафаэлю Надалю (3-6, 1-6). Выступление в Монте-Карло позволило бельгийцу войти в топ-10 мирового рейтинга. В мае на мастерсе в Мадриде Гоффен переиграл в третьем раунде № 6 в мире Милоша Раонича, пройдя в четвертьфинал. На Ролан Гаррос в третьем раунде он отказался от продолжения матча в третьем раунде против Орасио Себальоса из-за травмы.
Гоффен вынужденно пропустил Уимблдон 2017 года и вернулся на корт в июле. На двух небольших турнирах в Умаге и Гштаде он вышел в четвертьфинал. На Открытом чемпионате США Давид прошёл в четвёртый раунд. В сентябре Гоффен сыграл за сборную Бельгию в полуфинале Кубка Дэвиса против сборной Австралии. Он выиграл два одиночных матча и помог бельгийцам выйти в финал престижного командного турнира. Через неделю Давид вышел в четвертьфинал на турнире в Меце. На турнире в Шэньчжэне Гоффен выиграл третий в карьере титул. В титульном матче он смог обыграть украинца Александра Долгополова — 6-4, 6-7(5), 6-3. Через неделю бельгиец выиграл ещё один турнир. В финале турнира в Токио он обыграл француза Адриана Маннарино — 6-3, 7-5. На турнире в Антверпене Гоффен вышел в четвертьфинал, а на турнире в Базеле в полуфинал.
Поднявшись в конце 2017 года на 8-е место, Гоффен завоевал путевку на Итоговый турнир в Лондоне. На групповом этапе бельгийцу удалось обыграть № 4 в мире Доминика Тима (6-4, 6-1), а также впервые в карьере лидера мировой классификации Рафаэля Надаля (7-6(5), 6-7(4), 6-4). Проиграл он только № 6 Григору Димитрову (0-6, 2-6) и вышел в плей-офф. В 1/2 финала Гоффен выиграл Роджера Федерера со счётом 2-6, 6-3, 6-4. В финал также смог пройти Григор Димитров, которому Гоффен проиграл на групповом этапе. Ему не удалось выиграть и в этот раз, Гоффен проиграл со счётом 5-7, 6-4, 3-6. Этот результат позволил Давиду по итогам сезона занять 7-е место в рейтинге. Завершил сезон Гоффен выступлением в финале Кубка Дэвиса. В матче с французами он максимально помог команде, выиграв свои обе встречи (у Тсонга и Пуя). Партнёры по сборной Бельгии не смогли поддержать Гоффена и проиграли другие матчи, и, таким образом, Бельгия проиграла со счётом 2-3.

### 2018—2020

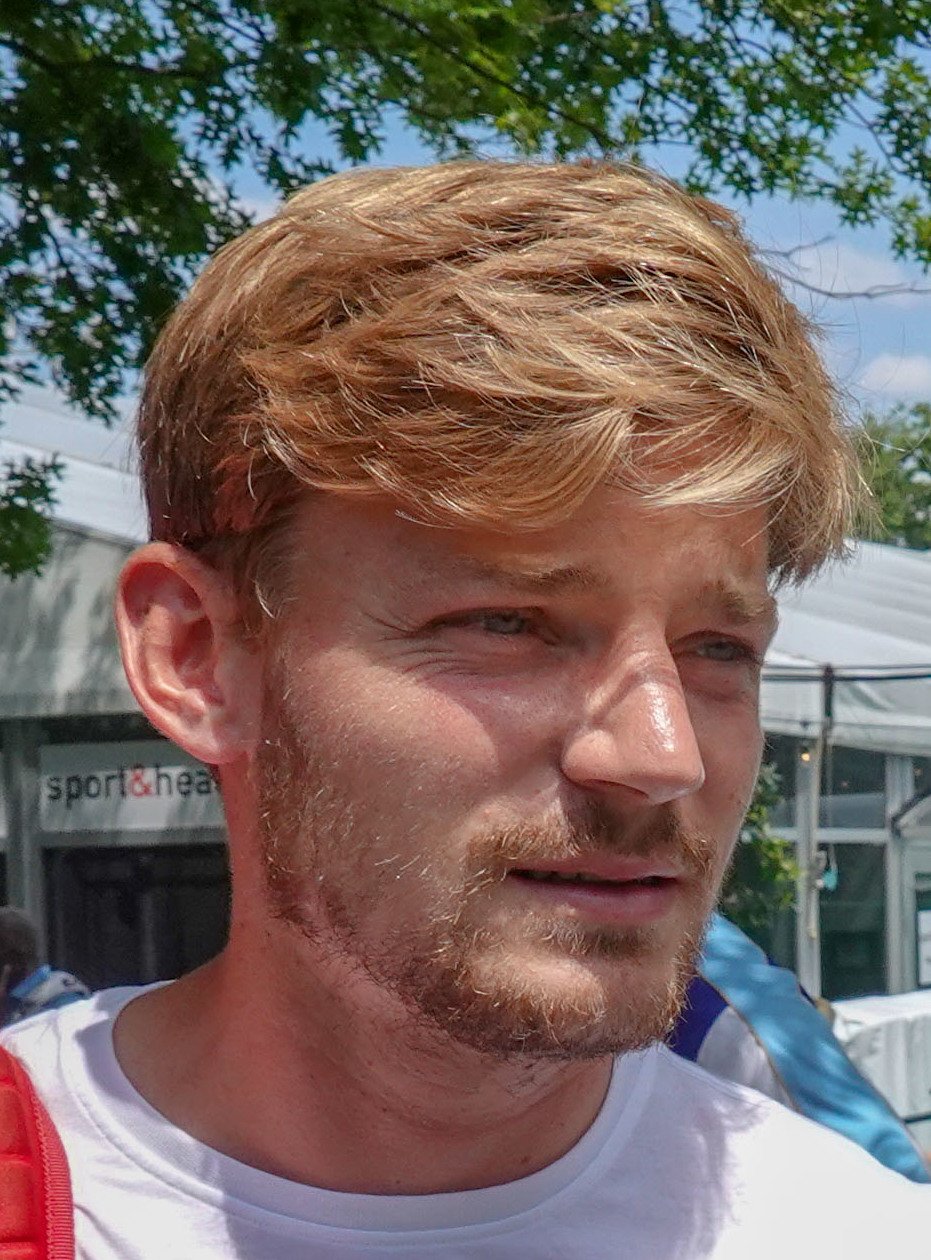
Гоффен на турнире в Вашингтоне 2018 года

Гоффен начал сезон на Открытом чемпионате Австралии, но был выбит из борьбы во втором раунде Жюльеном Беннето. Плохое начало года сменилось двумя победами в одиночных матчах Кубка Дэвиса против Аттилы Балажа и Мартона Фучовича, что помогло Бельгии выиграть свой первый раунд Кубка Дэвиса против Венгрии и выйти в четвертьфинал. Затем Гоффен вышел в полуфинал турнира в Монпелье и турнира в Роттердаме, где проиграл соответственно Ришару Гаске и Григору Димитрову. В Роттердаме Гоффен был вынужден отказаться по ходу полуфинального матча против Димитрова после того, как мяч отрикошетил от ракетки и попал ему в левый глаз. Давид вернулся на корт а мастерсе в Майами, но проиграл Жуану Соузе в своем первом матче, выиграв только один гейм. После Майами ему пришлось вернуться в Бельгию, чтобы проверить зрение. Из-за этой проверки он не смог принять участие в четвертьфинале Кубка Дэвиса против США. Бельгия проиграла 4:0.
В апреле 2018 года на мастерсе в Монте-Карло вышел в четвертьфинал. На турнире в Барселоне ему удалось выйти в полуфинал. В мае Гоффен вышел в четвертьфинал мастерса в Риме. На Открытом чемпионате Франции он добрался до четвёртого раунда, где уступил итальянцу Марко Чеккинато. На Уимблдоне он проиграл уже в первом раунде. В начале августа Гоффен вышел в четвертьфинал в Вашингтоне. На мастере в Цинциннати ему удалось хорошо выступить. В третьем раунде бельгиец оказался сильнее № 6 в мире Кевина Андерсона (6-2, 6-4), а в четвертьфинале победил № 3 Хуана Мартина дель Потро (7-6(5), 7-6(4)). В полуфинале он не доиграл матч против Роджера Федерера, отказавшись от продолжения матча во втором сете. На Открытом чемпионате США Давид вышел в четвёртый раунд, в котором проиграл Марину Чиличу. В осенней части сезона он сыграл только два матча и пропустил остаток сезона.
В январе 2019 года Гоффен выиграл в мировом туре первый парный трофей. На турнире в Дохе он победил в парном разряде в партнёрстве с французом Пьер-Югом Эрбером. На Открытом чемпионате Австралии Давид завершил свой путь в третьем раунде. В феврале на зальном турнире в Марселе он смог выйти в полуфинал. В грунтовой части сезона лучшим результатом стал выход в полуфинал на турнире в Эшториле в мае, а на Ролан Гаррос Гоффен завершил выступления в третьем раунде, где его соперником стал Рафаэль Надаль.

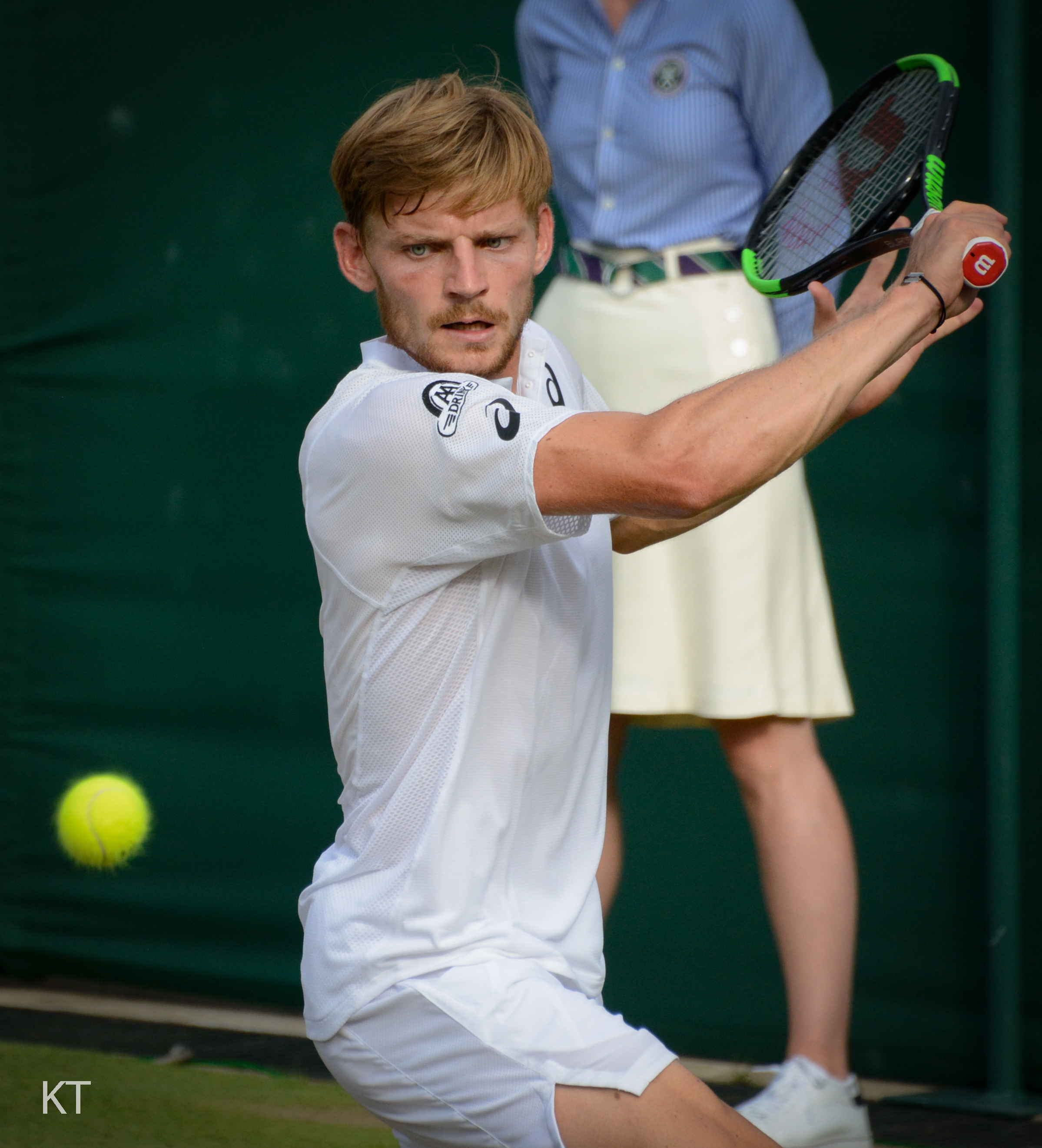
Уимблдон 2019 года

Перейдя в июне 2019 года на траву, Гоффен вышел в четвертьфинал турнира в Хертогенбосе, а затем смог выйти в финал турнира в Халле. На пути к нему он в 1/4 финала переиграл № 5 в мире Александра Зверева — 3-6, 6-1, 7-6(3). В матче за главный трофей Гоффен проиграл Роджеру Федереру со счётом 6-7(2), 1-6. На Уимблдонском турнире Гоффен, посеянный 21-м, впервые в карьере вышел в четвертьфинал, где его остановил лидер мирового рейтинга Новак Джокович (4-6, 0-6, 2-6). В августе бельгийский теннисист вышел в свой первый финал на турнирах серии Мастерс. Произошло это в Цинциннати, где у Гоффена была удачная сетка (до финала самый высокий рейтинг его соперников был во втором раунде у Гидо Пельи — 22-е место). В решающем матче он сыграл с № 8 в мире Даниила Медведева и не смог обыграть, проводящего удачного серию россиянина — 6-7(3), 4-6. На Открытом чемпионате США Давид доиграл до четвёртого раунда, в котором уступил Федереру. Лучшим результатом в осенней части сезона для него стал полуфинал в Токио.
Начал сезон 2020 года Гоффен с выступления за команду Бельгии на новом командном турнире Кубок ATP. Он помог своей команде преодолеть групповой этап, обыграв в одиночных матчах Раду Албота из Молдавии и Григора Димитрова из Болгарии, но проиграв Даниэлю Эвансу из Великобритании. Бельгия заняла 2 место и вышла в четвертьфинал по лучшим показателям среди вторых команд. В четвертьфинале им противостояла Испания. Гоффен смог в этой встрече обыграть первую ракетку мира Рафаэля Надаля — 6-4, 7-6(3), однако его партнёры проиграли другой одиночный и парный матч, и дальше прошли испанцы. На Открытом чемпионате Австралии дошёл до третьего круга и вернул себе место в топ-10 одиночного рейтинга. В феврале перед паузой в сезоне сыграл три турнира, где однажды вышел в полуфинал — в Монпелье. На Открытом чемпионате США достиг четвёртого круга четвёртый раз подряд. Осенью потерял место в первой десятке мирового рейтинга. На следующих в сезоне турнирах, включая Открытый чемпионат Франции, проиграл в первом своём матче.

### 2021—2022

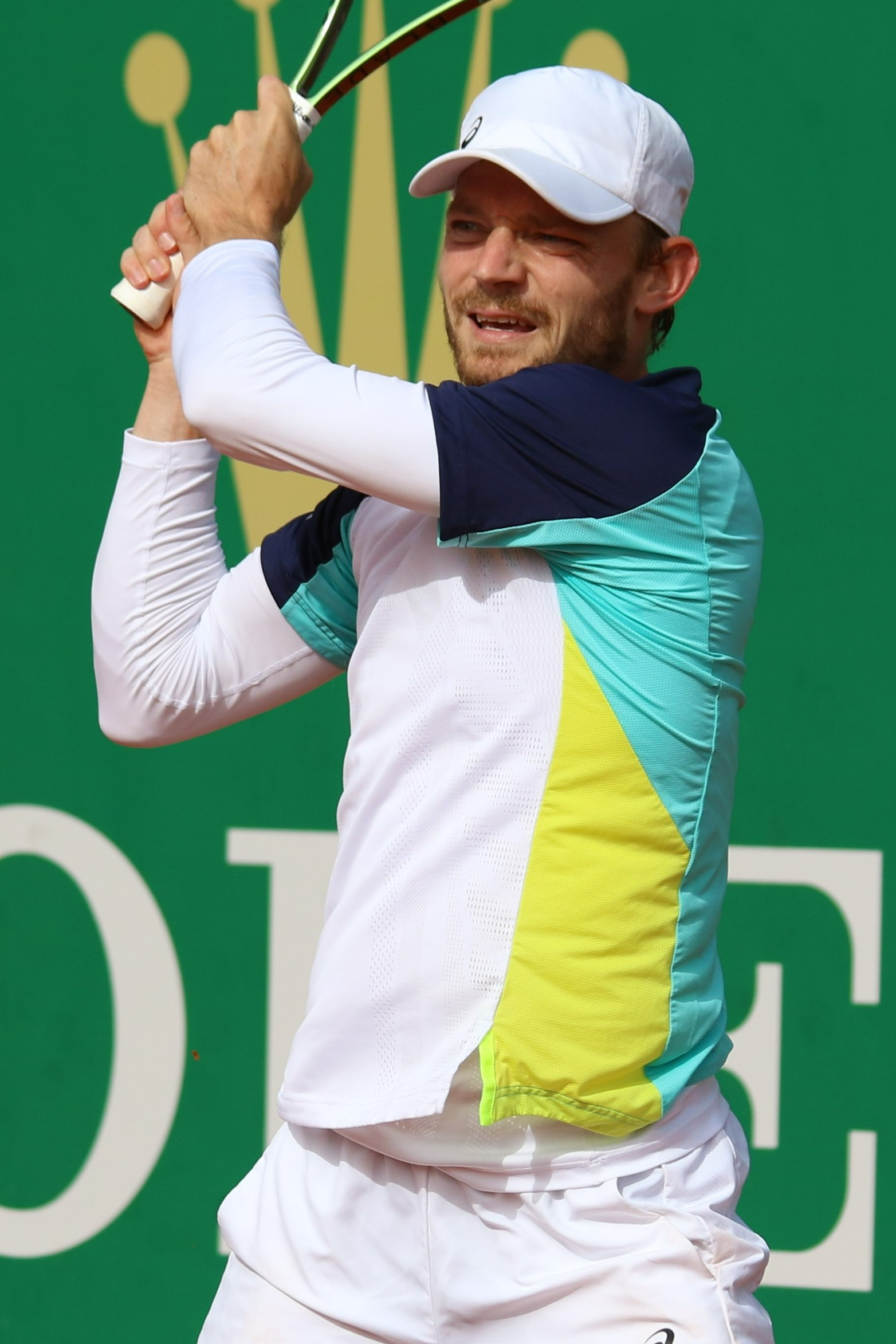
На Мастерсе в Монте-Карло 2022 года

В начале январе 2021 года, Давид принял участие в турнире ATP 250 в турецкой Анталье, где стал полуфиналистом, уступив в трёх сетах австралийскому теннисисту Алексу де Минору. За весь сезон Гоффен не выиграл ни одного матча на турнирах Большого шлема: в Австралии, Франции и США бельгиец проиграл в первом круге, а на Уимблдоне не выступал. Единственным успехом сезона стал титул на турнире ATP 250 в феврале в Монпелье, где Гоффен обыграл в финале Роберто Баутисту Агута со счётом 5-7, 6-4, 6-2. В марте на Мастерсе в Монте-Карло Гоффен смог в третьем раунде обыграть № 6 в мире Александра Зверева (6-4, 7-6), пройдя в четвертьфинал. Осеннюю часть сезона полностью пропустил и по итогам года Гоффен впервые за 8 сезонов выпал из топ-25 мирового рейтинга, закончив сезон на 39-м месте.
На старте сезона 2022 года Гоффен отметился четвертьфиналом на турнире в Сиднее. Неудачная серия на турнирах Большого шлема для Гоффена продолжилась на Открытом чемпионате Австралии, где он в первом круге без шансов проиграл Дэниелу Эвансу (4-6, 3-6, 0-6). К марту Гоффен опустился на 71-е место в рейтинге. После ряда неудачных выступлений, в апреле Гоффен выиграл турнир ATP 250 на грунте в Марокко, где в финале был обыгран Алекс Молчан (3-6, 6-3, 6-3). Это победа стала для Гоффена шестой в карьере на турнирах ATP и второй на грунте и позволила вернуться в топ-50. В начале мая на турнире серии Мастерс в Мадриде Гоффен был вынужден начинать турнир с квалификации, где выиграл два матча, а затем ещё два в основной сетке. В третьем круге Гоффен был близок к победе над Рафаэлем Надалем. В матче, который продолжался более трёх часов, Гоффен во втором сете отыграл два матчбола, а затем сам имел 4 матчбола на тай-брейке третьего сета, но победу всё же одержал Надаль со счётом 6-3, 5-7, 7-6(9). На Открытом чемпионате Франции Гоффен впервые с 2019 года дошёл до третьего круга, где проиграл Хуберту Хуркачу в трёх сетах (5-7, 2-6, 1-6).
На Уимблдонском турнире 2022 года Гоффен дошёл до четвёртого круга, проиграв только один сет в трёх матчах. На этой стадии за 4 часа и 36 минут он обыграл Фрэнсиса Тиафо со счётом 7-6(3), 5-7, 5-7, 6-4, 7-5. В пятом сете при счёте 5-5 Гоффен отыграл двойной брейк-пойнт. Давид четвёртый раз в карьере вышел в четвертьфинал турнира Большого шлема и был близок к первому в карьере выходу в полуфинал Большого шлема, но уступил в пяти сетах 9-му сеянному Кэмерону Норри — 6-3, 5-7, 6-2, 3-6, 5-7. После Уимблдона продолжилась серия слабых выступлений. 4 октября в первом раунде турнира ATP 500 в Астане Гоффен обыграл первую ракетку мира Карлоса Алькараса — 7-5, 6-3. На следующем турнире в Антверпене доиграл до четвертьфинала.

### 2023—2025
В 2023 году Гоффен стартовал с четвертьфинала в Окленде, а затем пропустил Открытый чемпиона Австралии из-за болезни. В конце января он победил на «челленджере» в родной Бельгии. Уровень результатов Гоффена оставлял желать лучшего и в мае он покинул топ-100 мирового рейтинга. В июле он доиграл до третьего раунда на Уимблдоне. Остаток сезона из-за низкого рейтинга он чаще всего проводил в более младшей серии «челленджер» и ещё раз дошёл до одного финала в данной категории в ноябре в Италии.
На Открытый чемпионат Австралии 2024 года пришлось отбираться через квалификацию, с чем Гоффен смог справиться, но в основной сетке проиграл в первом же раунде Юго Эмберу. На Открытом чемпионате Франции он сыграл в основной сетке уже без необходимости отбора и прошёл во второй раунд. В июне он выиграл «челленджер» на траве в Великобритании и вернулся в первую сотню рейтинга. На Уимблдон попал в качестве лаки-лузера и в пяти сетах уступил Томашу Махачу из Чехии. В августе он впервые в сезоне вышел в полуфинал основных соревнований ATP-тура, достигнув этой стадии на турнире в Уинстон-Сейлеме. На Открытом чемпионате США Гоффен пробрался в третий раунд, где, как и на Уимблдоне, проиграл чеху Махачу. В октябре у него получилось доиграть до четвертьфинала на Мастерсе в Шанхае и обыграть в четвёртом раунде третью ракетку мира Александра Зверева (6-4, 7-5). В октябре он прошёл в 1/4 финала зального турнира в Базеле и завершил сезон на 52-м позиции рейтинга.
2025 год Гоффен начал с пяти поражений подряд, включая Открытый чемпионат Австралии. Первые матчи он выиграл в конце февраля в Акапулько, где дошёл до четвертьфинала. В марте на Мастерсе в Майами ему удалось нанести поражение Карлосу Алькарасу (№ 3 в мире на тот момент) в матче второго раунда со счётом 5-7, 6-4, 6-3. В апреле он вышел в 1/4 финала в Мюнхене после чего поднялся в топ-50.

## Рейтинг на конец года
| Год  | Одиночный рейтинг | Парный рейтинг |
| 2024 | 52                | 856            |
| 2023 | 111               | 873            |
| 2022 | 53                | 1159           |
| 2021 | 39                | 795            |
| 2020 | 15                | 249            |
| 2019 | 11                | 164            |
| 2018 | 22                | 354            |
| 2017 | 7                 | 547            |
| 2016 | 11                | 578            |
| 2015 | 16                | 378            |
| 2014 | 22                | 1280           |
| 2013 | 110               | 1289           |
| 2012 | 46                | 966            |
| 2011 | 174               | 767            |
| 2010 | 229               | 634            |
| 2009 | 324               | 1499           |
| 2008 | 599               | 905            |

По данным официального сайта ATP на последнюю неделю года.

## Выступления на турнирах

### Финалы Итогового турнираATP(1)

#### Поражение (1)
| №  | Год  | Турнир                 | Покрытие   | Соперник в финале | Счет        |
| 1. | 2017 | Лондон, Великобритания | Хард (зал) | Григор Димитров   | 5-7 6-4 3-6 |

### Финалы турниров ATP в одиночном разряде (15)

#### Победы (6)
| Легенда                     |
| --------------------------- |
| Турниры Большого шлема (0)* |
| Итоговый турнир ATP (0)     |
| Мастерс (0)                 |
| АТР 500 (1)                 |
| АТР 250 (5+1)               |

| Титулы по покрытиям | Титулы по месту проведения матчей турнира |
| ------------------- | ----------------------------------------- |
| Хард (4+1)*         | Зал (2)                                   |
| Грунт (2)           | Зал (2)                                   |
| Трава (0)           | Открытый воздух (4+1)                     |
| Ковёр (0)           | Открытый воздух (4+1)                     |

* количество побед в одиночном разряде + количество побед в парном разряде.
| №  | Дата             | Турнир            | Покрытие   | Соперник в финале     | Счёт           |
| 1. | 3 августа 2014   | Кицбюэль, Австрия | Грунт      | Доминик Тим           | 4-6 6-1 6-3    |
| 2. | 21 сентября 2014 | Мец, Франция      | Хард (зал) | Жуан Соуза            | 6-4 6-3        |
| 3. | 1 октября 2017   | Шэньчжэнь, Китай  | Хард       | Александр Долгополов  | 6-4 6-7(5) 6-3 |
| 4. | 8 октября 2017   | Токио, Япония     | Хард       | Адриан Маннарино      | 6-3 7-5        |
| 5. | 28 февраля 2021  | Монпелье, Франция | Хард (зал) | Роберто Баутиста Агут | 5-7 6-4 6-2    |
| 6. | 10 апреля 2022   | Марракеш, Марокко | Грунт      | Алекс Молчан          | 3-6 6-3 6-3    |

#### Поражения (9)
| №  | Дата            | Турнир                  | Покрытие   | Соперник в финале  | Счёт        |
| 1. | 26 октября 2014 | Базель, Швейцария       | Хард (зал) | Роджер Федерер     | 2-6 2-6     |
| 2. | 14 июня 2015    | Хертогенбос, Нидерланды | Трава      | Николя Маю         | 6-7(1) 1-6  |
| 3. | 2 августа 2015  | Гштад, Швейцария        | Грунт      | Доминик Тим        | 5-7 2-6     |
| 4. | 9 октября 2016  | Токио, Япония           | Хард       | Ник Кирьос         | 6-4 3-6 5-7 |
| 5. | 12 февраля 2017 | София, Болгария         | Хард (зал) | Григор Димитров    | 5-7 4-6     |
| 6. | 19 февраля 2017 | Роттердам, Нидерланды   | Хард (зал) | Жо-Вильфрид Тсонга | 6-4 4-6 1-6 |
| 7. | 19 ноября 2017  | Финал Мирового тура ATP | Хард (зал) | Григор Димитров    | 5-7 6-4 3-6 |
| 8. | 23 июня 2019    | Халле, Германия         | Трава      | Роджер Федерер     | 6-7(2) 1-6  |
| 9. | 18 августа 2019 | Цинциннати, США         | Хард       | Даниил Медведев    | 6-7(3) 4-6  |

### Финалы челленджеров и фьючерсов в одиночном разряде (22)

#### Победы (15)
| Условные обозначения |
| Челленджеры (8)*     |
| Фьючерсы (7+2)       |

| Титулы по покрытиям | Титулы по месту проведения матчей турнира |
| ------------------- | ----------------------------------------- |
| Хард (10+1)*        | Зал (5)                                   |
| Грунт (4+1)         | Зал (5)                                   |
| Трава (1)           | Открытый воздух (10+2)                    |
| Ковёр (0)           | Открытый воздух (10+2)                    |

* количество побед в одиночном разряде + количество побед в парном разряде.
| №   | Дата             | Турнир                        | Покрытие   | Соперник в финале        | Счёт           |
| 1.  | 21 сентября 2008 | Кефалиния, Греция             | Хард       | Жермен Жигун             | 6-1 6-2        |
| 2.  | 10 июля 2010     | Рёмерберг, Германия           | Грунт      | Эрик Продон              | Без игры       |
| 3.  | 14 августа 2010  | Эйпен, Германия               | Грунт      | Петер Торенко            | 6-3 4-6 6-3    |
| 4.  | 17 октября 2010  | Сен-Дизье, Франция            | Хард (зал) | Адриен Боссел            | 6-4 7-5        |
| 5.  | 23 октября 2011  | Ла-Рош-сюр-Йон, Франция       | Хард (зал) | Петер Торенко            | 6-2 1-6 7-6(4) |
| 6.  | 29 октября 2011  | Родез, Франция                | Хард (зал) | Адриан Менендес Масейрас | 6-3 6-2        |
| 7.  | 1 апреля 2012    | Ле-Госье, Гваделупа           | Хард       | Миша Зверев              | 6-2 6-2        |
| 8.  | 30 сентября 2012 | Орлеан, Франция               | Хард (зал) | Рубен Бемельманс         | 6-4 3-6 6-3    |
| 9.  | 21 июля 2013     | Эскишехир, Турция             | Хард       | Марсель Ильхан           | 4-6 7-5 6-2    |
| 10. | 13 июля 2014     | Схевенинген, Нидерланды       | Грунт      | Андреас Бек              | 6-3 6-2        |
| 11. | 20 июля 2014     | Познань, Польша               | Грунт      | Блаж Рола                | 6-4 6-2        |
| 12. | 27 июля 2014     | Тампере, Финляндия            | Грунт      | Яркко Ниеминен           | 7-6(3) 6-3     |
| 13. | 5 октября 2014   | Монс, Бельгия                 | Хард (зал) | Стив Дарси               | 6-3 6-3        |
| 14. | 29 января 2023   | Оттиньи-Лувен-ла-Нёв, Бельгия | Хард (зал) | Микаэль Имер             | 6-4 6-1        |
| 15. | 23 июня 2024     | Илкли, Великобритания         | Трава      | Арольд Майо              | 6-4 6-2        |

#### Поражения (7)
| №  | Дата             | Турнир                                  | Покрытие   | Соперник в финале | Счёт           |
| 1. | 23 ноября 2008   | Санто-Доминго, Доминиканская республика | Хард       | Николаус Мозер    | 4-6 3-6        |
| 2. | 27 июня 2009     | Кастельфранко, Италия                   | Грунт      | Адам Келлнер      | 4-6 7-6(9) 3-6 |
| 3. | 17 июля 2010     | Трир, Германия                          | Грунт      | Григор Димитров   | 6-4 1-6 4-6    |
| 4. | 7 августа 2010   | Вецлар, Германия                        | Грунт      | Александр Флок    | 5-7 2-6        |
| 5. | 25 сентября 2010 | Любляна, Словения                       | Грунт      | Блаж Кавчич       | 2-6 6-4 5-7    |
| 6. | 6 ноября 2010    | Рамат-ха-Шарон, Израиль                 | Хард       | Даниэль Кокс      | 6-3 4-6 4-6    |
| 7. | 5 ноября 2023    | Бергамо, Италия                         | Хард (зал) | Джек Дрейпер      | 6-1 6-7(3) 3-6 |

### Финалы ATP турниров в парном разряде (1)

#### Победа (1)
| №  | Дата          | Турнир      | Покрытие | Партнёр       | Соперники в финале         | Счёт           |
| 1. | 4 января 2019 | Доха, Катар | Хард     | Пьер-Юг Эрбер | Матве Мидделкоп Робин Хасе | 5-7 6-4 [10-4] |

### Финалы челленджеров и фьючерсов в парном разряде (4)

#### Победы (2)
| №  | Дата           | Турнир                                  | Покрытие | Партнёр        | Соперники в финале        | Счёт              |
| 1. | 30 ноября 2008 | Санто-Доминго, Доминиканская республика | Хард     | Радим Житко    | Давид Клир Ладо Шихладзе  | 7-6(8) 3-6 [10-3] |
| 2. | 17 июля 2010   | Трир, Германия                          | Грунт    | Александр Фоли | Патрик Франджи Майкл Хоул | 6-0 6-7(4) [10-7] |

#### Поражения (2)
| №  | Дата            | Турнир            | Покрытие | Партнёр        | Соперники в финале            | Счёт           |
| 1. | 16 августа 2008 | Эйпен, Бельгия    | Грунт    | Александр Фоли | Стефан Франсен Романо Францен | 6-3 3-6 [6-10] |
| 2. | 24 августа 2008 | Коксейде, Бельгия | Грунт    | Александр Фоли | Рубен Бемельманс Нильс Десейн | 5-7 5-7        |

### Финалы командных турниров (2)

#### Поражения (2)
| №  | Год  | Турнир       | Команда                                            | Соперник в финале                               | Счёт |
| 1. | 2015 | Кубок Дэвиса | Бельгия Д.Гоффен, Р.Бемельманс, С.Дарси            | Великобритания К.Эдмунд, Э.Маррей, Дж. Маррей   | 1-3  |
| 2. | 2017 | Кубок Дэвиса | Бельгия Р.Бемельманс, Д.Гоффен, С.Дарси, Й.де Лоре | Франция Р.Гаске, Л.Пуй, Ж.-В.Тсонга, П.-Ю.Эрбер | 2-3  |

## История выступлений на турнирах
По состоянию на 20 февраля 2025 года
Для того, чтобы предотвратить неразбериху и удваивание счета, информация в этой таблице корректируется только по окончании турнира или по окончании участия там данного игрока.
| Турнир                       | 2011  | 2012  | 2013          | 2014          | 2015          | 2016   | 2017          | 2018          | 2019          | 2020          | 2021          | 2022          | 2023          | 2024  | 2025  | Итог   | В/П за карьеру |
| ---------------------------- | ----- | ----- | ------------- | ------------- | ------------- | ------ | ------------- | ------------- | ------------- | ------------- | ------------- | ------------- | ------------- | ----- | ----- | ------ | -------------- |
| Турниры Большого шлема       |       |       |               |               |               |        |               |               |               |               |               |               |               |       |       |        |                |
| Открытый чемпионат Австралии | К1    | К2    | 1Р            | -             | 2Р            | 4Р     | 1/4           | 2Р            | 3Р            | 3Р            | 1Р            | 1Р            | -             | 1Р    | 1Р    | 0 / 11 | 13-11          |
| Открытый чемпионат Франции   | -     | 4Р    | 1Р            | 1Р            | 3Р            | 1/4    | 3Р            | 4Р            | 3Р            | 1Р            | 1Р            | 3Р            | 1Р            | 2Р    |       | 0 / 13 | 19-13          |
| Уимблдонский турнир          | К3    | 3Р    | 1Р            | 1Р            | 4Р            | 4Р     | -             | 1Р            | 1/4           | НП            | -             | 1/4           | 3Р            | 1Р    |       | 0 / 10 | 18-10          |
| Открытый чемпионат США       | K3    | 1Р    | 1Р            | 3Р            | 3Р            | 1Р     | 4Р            | 4Р            | 4Р            | 4Р            | 1Р            | 1Р            | K1            | 3Р    |       | 0 / 12 | 18-12          |
| Итог                         | 0 / 0 | 0 / 3 | 0 / 4         | 0 / 3         | 0 / 4         | 0 / 4  | 0 / 3         | 0 / 4         | 0 / 4         | 0 / 3         | 0 / 3         | 0 / 4         | 0 / 2         | 0 / 4 | 0 / 1 | 0 / 46 |                |
| В/П в сезоне                 | 0-0   | 5-3   | 0-4           | 2-3           | 8-4           | 10-4   | 9-3           | 7-4           | 11-4          | 5-3           | 0-3           | 6-4           | 2-2           | 3-4   | 0-1   |        | 68-46          |
| Итоговые турниры             |       |       |               |               |               |        |               |               |               |               |               |               |               |       |       |        |                |
| Итоговый турнир ATP          | -     | -     | -             | -             | -             | Группа | Ф             | -             | -             | -             | -             | -             | -             | -     |       | 0 / 1  | 3-3            |
| Олимпийские игры             |       |       |               |               |               |        |               |               |               |               |               |               |               |       |       |        |                |
| Летняя Олимпиада             | НП    | 1Р    | Не проводился | Не проводился | Не проводился | 3Р     | Не проводился | Не проводился | Не проводился | Не проводился | -             | Не проводился | Не проводился | -     | НП    | 0 / 2  | 2-2            |
| Турниры Мастерс              |       |       |               |               |               |        |               |               |               |               |               |               |               |       |       |        |                |
| Индиан-Уэлс                  | -     | -     | 2Р            | 1Р            | -             | 1/2    | 4Р            | -             | 2Р            | НП            | -             | 1Р            | -             | 1Р    |       | 0 / 7  | 7-7            |
| Майами                       | -     | 2Р    | 3Р            | 1Р            | 4Р            | 1/2    | 4Р            | 2Р            | 4Р            | НП            | 2Р            | 2Р            | -             | К2    |       | 0 / 10 | 14-10          |
| Монте-Карло                  | -     | -     | 1Р            | 1Р            | 2Р            | 3Р     | 1/2           | 1/4           | 2Р            | НП            | 1/4           | 3Р            | 1Р            | К1    |       | 0 / 10 | 15-10          |
| Мадрид                       | -     | -     | 1Р            | -             | 2Р            | 1Р     | 1/4           | 3Р            | 1Р            | НП            | -             | 3Р            | 1Р            | К1    |       | 0 / 8  | 7-8            |
| Рим                          | -     | -     | -             | -             | 1/4           | 1/4    | 3Р            | 1/4           | 2Р            | 2Р            | 2Р            | 2Р            | 2Р            | -     |       | 0 / 9  | 14-9           |
| Монреаль/Торонто             | -     | -     | 1Р            | -             | 3Р            | 3Р     | 2Р            | 1Р            | 1Р            | НП            | -             | 1Р            | -             | -     |       | 0 / 7  | 4-7            |
| Цинциннати                   | -     | K2    | 3Р            | -             | 3Р            | 2Р     | 1Р            | 1/2           | Ф             | 3Р            | 1Р            | 1Р            | -             | -     |       | 0 / 9  | 14-9           |
| Шанхай                       | -     | -     | -             | -             | 2Р            | 1/4    | 2Р            | -             | 3Р            | Не проводился | Не проводился | Не проводился | -             | 1/4   |       | 0 / 5  | 10-5           |
| Париж                        | -     | К1    | -             | 2Р            | 3Р            | 3Р     | 3Р            | -             | 2Р            | 2Р            | -             | К1            | -             | К1    |       | 0 / 6  | 4-6            |
| Статистика за карьеру        |       |       |               |               |               |        |               |               |               |               |               |               |               |       |       |        |                |
| Проведено финалов            | 0     | 0     | 0             | 3             | 2             | 1      | 5             | 0             | 2             | 0             | 1             | 1             | 0             | 0     | 0     |        | 15             |
| Выиграно турниров АТП        | 0     | 0     | 0             | 2             | 0             | 0      | 2             | 0             | 0             | 0             | 1             | 1             | 0             | 0     | 0     |        | 6              |
| В/П: всего                   | 2-2   | 17-14 | 11-23         | 25-15         | 38-25         | 49-25  | 59-24         | 28-16         | 36-27         | 12-11         | 14-15         | 27-26         | 10-14         | 17-16 | 0-5   |        | 346-258        |
| Σ % побед                    | 50 %  | 55 %  | 32 %          | 63 %          | 60 %          | 66 %   | 71 %          | 64 %          | 57 %          | 52 %          | 48 %          | 51 %          | 42 %          | 52 %  | 0 %   |        | 57,3 %         |

К — проигрыш в квалификационном турнире.